# Osnovna šola Dornberk
Osnovna šola Dornberk je osnovna šola v Dornberku.
Osnovna šola ima podružnično šolo Prvačina, na naslovu Prvačina 215,
5297 PRVAČINA
Ravnateljica šole je Dragica Vidmar, pomočnica ravnateljice pa Irena Humar Kobal.